# غوستافو دياز
غوستافو دياز (بالإسبانية: Gustavo Díaz) (7 نوفمبر 1974 بمونتفيدو في الأوروغواي - ) هو لاعب كرة قدم أوروغواني في مركز الدفاع. لعب مع بيلا فيستا وديفينسور سبورتينغ وريال بلد الوليد وريفر بليت ونادي ألباسيتي ونادي سيلايا وPaysandú F.C. ‏ وأتيناس دي سان كارولس.

## وصلات خارجية
- غوستافو دياز على موقع قاعدة بيانات كرة القدم.إي يو (الإنجليزية)
- غوستافو دياز على موقع Soccerway.com (الإنجليزية)
- غوستافو دياز على موقع عالم كرة القدم.نت (الإنجليزية)